# التقارب في علوم الاستدامة
التقارب في علوم الاستدامة يشير مفهوم التقارب في علوم الاستدامة إلى الآليات والمسارات التي تؤدي نحو الاستدامة مع التركيز بشكل خاص على "العدالة ضمن حدود الكوكب البيولوجية". تدعو هذه المسارات والآليات بشكل صريح إلى تحقيق العدالة والاعتراف بالحاجة إلى إعادة توزيع موارد الأرض لكي تتمكن المجتمعات البشرية من العمل بشكل مستدام ضمن الحدود البيوفيزيائية للأرض.

## ظهور المصطلح
تم تقديم هذا المصطلح لأول مرة من قبل فيليب آلن شارب وروبرت لانجر في عام 2011 في سياق العلوم الطبية الحيوية. دعوا إلى اتباع نهج لحل المشكلات يدمج المعرفة في مجالات الهندسة والعلوم الفيزيائية وعلوم الكمبيوتر وعلوم الحياة لإيجاد حلول للمشاكل البشرية. ومنذ ذلك الحين، تم تطبيق الفكرة في مجالات تشمل تغير المناخ والصحة البيئية والصحة العامة وعدم المساواة النظامية والاستدامة.

## استراتجية
إحدى الاستراتيجيات هي إضافة "الاحتكاك" إلى الممارسات غير المرغوبة وجعلها أكثر صعوبة، بينما يتم جعل الممارسات المرغوبة "خالية من الاحتكاك" أو سهلة التنفيذ.
يستند استخدام مصطلح "التقارب" إلى مفهوم "التقليص والتقارب" (Contraction and Convergence)، حيث يأخذ مبادئه الأساسية المتمثلة في العدالة والبقاء ويطبقها على أجندة الاستدامة الأوسع بدلاً من التركيز فقط على انبعاثات الغازات الدفيئة.